# Иннесс, Джордж
Джордж Иннесс (англ. George Inness; 1 мая 1825[…], Ньюберг, Нью-Йорк — 3 августа 1894[…], Bridge of Allan, Стерлингшир) — американский художник-пейзажист, крупный представитель тонализма. На его работы оказали влияние мастера школы реки Гудзон, Барбизонской школы, и учение шведского ученого-естествоиспытателя Эммануила Сведенборга, которое нашло яркое выражение в зрелых работах Иннесса.

## Биография
Джордж Иннесс родился 5 мая 1825 года неподалёку от Нью-Йорка, в семье Джона Уильяма Иннесса, небогатого фермера и Клариссы Болдуин, пятым из тринадцати детей. Отец вначале сопротивлялся художественным устремлениям сына вплоть до того, что заставил его заниматься торговлей, но, в конце концов, уступил, — и мальчик поступил в нью-йоркскую мастерскую по гравированию географических карт. Такое первоначальное обучение сказалось на всем раннем этапе творчества Иннесса — его юношеские произведения обладают своеобразным «топографическим» подходом к изображению ландшафта. Воспроизведение отвлеченно-красивого вида, подробное перечисление деталей, построенная «по всем правилам» композиция, коричневатый «музейный» колорит — во всем этом Иннесс следует выработанным канонам школы реки Гудзон.

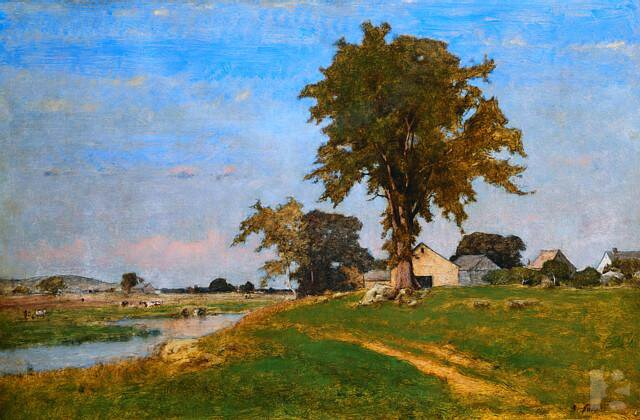
Старый вяз в Мидфилде

Большие изменения в его творчестве происходят под влиянием знакомства с европейским искусством — с конца 40-х годов Иннесс регулярно ездит в Европу, подолгу живёт в Риме, посещает Париж и Лондон. В европейской живописи этот период ознаменован становлением и расцветом реалистического национального пейзажа, предоставляемого такими мастерами, как Констебл в Англии, Коро во Франции. Молодой американский художник тяготеет к их искусству, с его искренностью и простотой, хотя отнюдь не меньшее впечатление производят на него классические произведения Пуссена и Лоррена. Выполненные Иннессом в это время итальянские и американские пейзажи теряют мелочную выписанность, свойственную его прежним работам, формы обобщаются и монументализируются, и вместе с тем пейзажи становятся более естественными и теснее связываются с изображением конкретного места («Долина Делавара»).

### Карьера
Истинный расцвет дарования Иннесса приходится на 60—70-е годы XIX века, чему немало способствуют происходящие общественные потрясения. Гражданская война 1861—1865 годов делит всю Америку на два лагеря — все прогрессивные демократические силы становятся на сторону северных штатов, ведущих революционную войну против рабовладельческого Юга. Джордж Иннесс принимает активнейшее участие в этой борьбе. Не попав из-за состояния здоровья в действующую армию северян, Иннесс посвящает всю свою энергию вербовке добровольцев в войско Улисса Гранта и сбору денежных средств. В год окончания войны художник создает свою знаменитую картину «Мир и изобилие», репродуцированную в миллионах открыток и приобретшую необыкновенную популярность. Полотно, воссоздающее безмятежно-ясный просветленный пейзаж долины реки Делавар, воспевает прекрасную природу обновленной Америки.

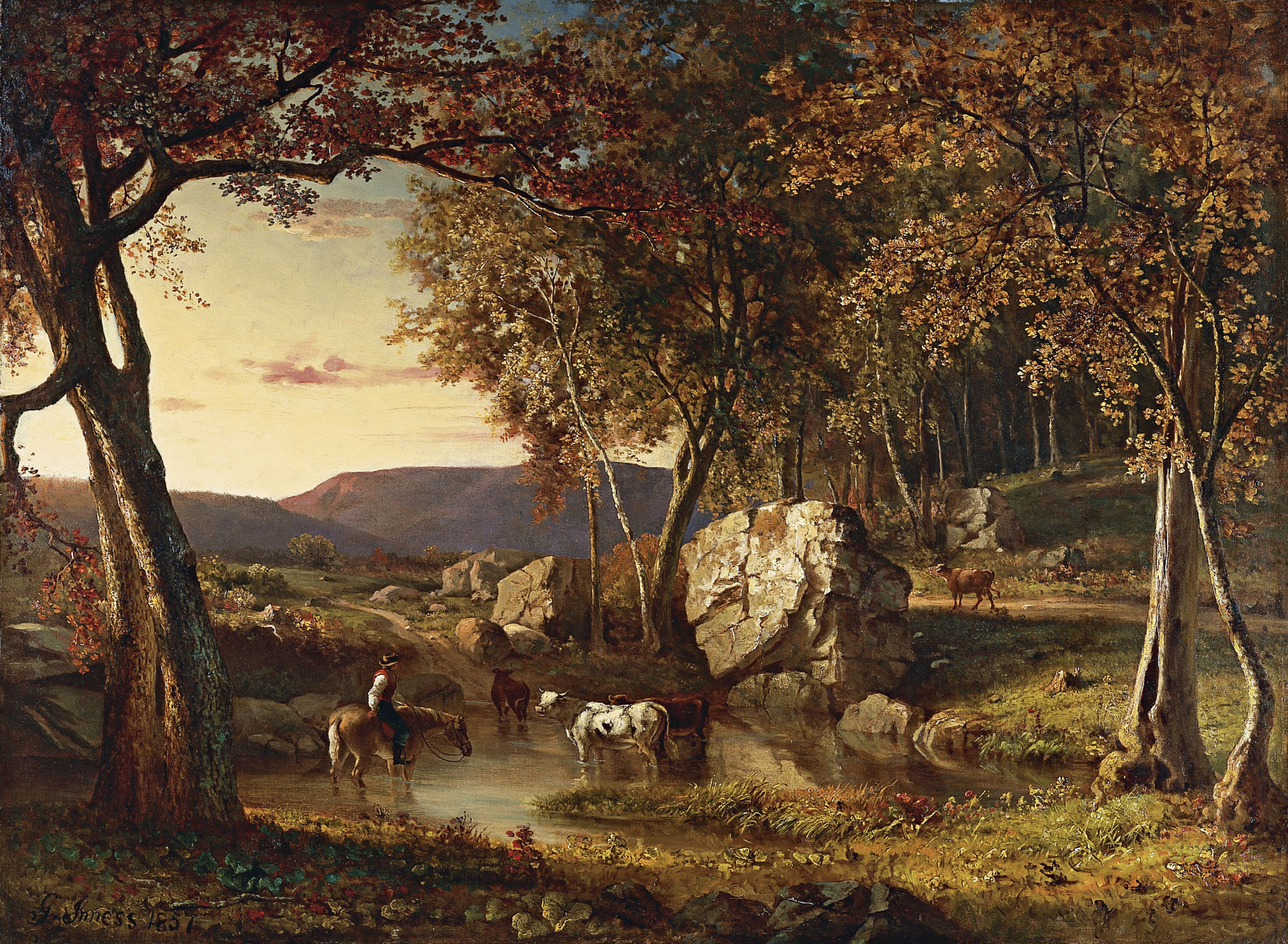
Летние дни

В поздний период творчества Иннесса в его произведениях возникают нотки трагического звучания, в них появляется пессимистический взгляд на мир. Сумеречные и пасмурные пейзажи художника, наполненные меланхолическим лиризмом, приобретают символическое значение. Одна из работ живописца под названием «Долина тени Смерти» вдохновляет его современника, гениального поэта Уолта Уитмена на создание стихотворения, озаглавленного «Долина Смерти».

### Смерть
В 1894 году, во время очередной поездки в Европу, Иннесс умирает. На родине Национальная Академия художеств устраивает ему пышные публичные похороны. Но вскоре в американском искусстве, увлекаемом новыми антиреалистическими течениями, имя Джорджа Иннесса оказывается прочно забытым. «Новое открытие Америки», начавшееся в XX веке и приведшее к основательной переоценке ценностей, возродило интерес к творчеству живописца. Художник занял принадлежащее ему по праву место в истории изобразительного искусства Соединенных Штатов Америки.
В Монклерском художественном музее имеется единственная в мире галерея, посвящённая исключительно работам этого художника.